# Cañada del Agua
Cañada del Agua är en ort i Mexiko.   Den ligger i kommunen Comonfort och delstaten Guanajuato, i den centrala delen av landet, 230 km nordväst om huvudstaden Mexico City. Cañada del Agua ligger 1 930 meter över havet och antalet invånare är 637.
Terrängen runt Cañada del Agua är kuperad åt sydväst, men åt nordost är den platt. Terrängen runt Cañada del Agua sluttar söderut. Runt Cañada del Agua är det ganska tätbefolkat, med 134 invånare per kvadratkilometer. Närmaste större samhälle är Santa Cruz de Juventino Rosas, 10,2 km sydväst om Cañada del Agua. Trakten runt Cañada del Agua består till största delen av jordbruksmark.